# Rebouças (Curitiba)

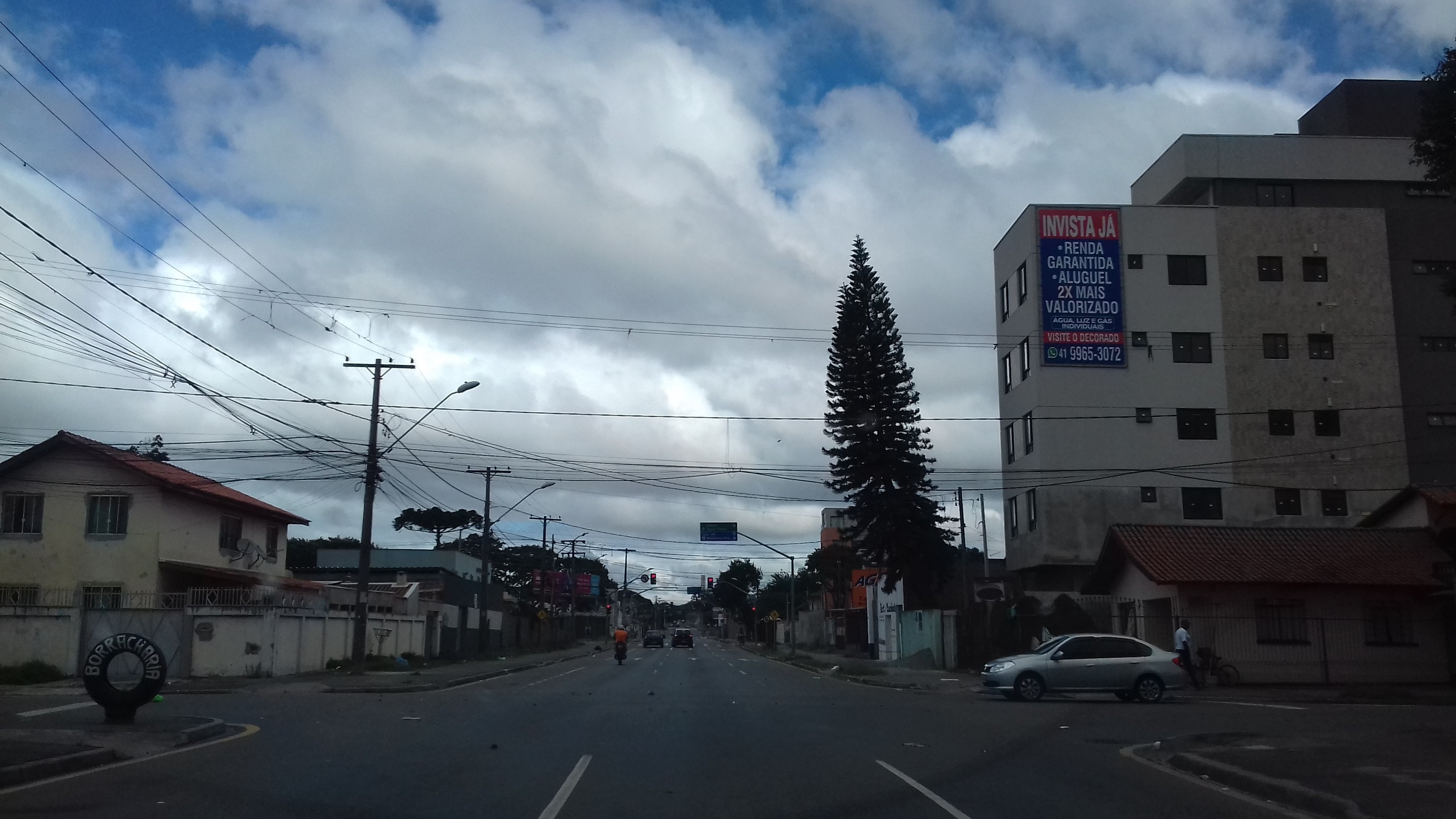
Rua no bairro de Rebouças em Curitiba

Rebouças é um bairro da cidade brasileira de Curitiba, Paraná.
O nome é uma homenagem aos irmãos e engenheiros Antônio Pereira Rebouças Filho e André Rebouças que construíram a ferrovia que liga Curitiba a Paranaguá. O bairro está historicamente ligado à industrialização da cidade, pois até a criação da C.I.C. (início da década de 1970) era ali o "antigo" setor industrial, com as principais industrias de Curitiba, tais como: Matte Leão, Matte Real, Swedish Match (antiga Fiat Lux), Ambev (antiga fábrica da Brahma), entre outras.